# Pistola Tipus 80
La pistola metralladora Norinco Tipus 80 és una arma per a combats a curta distància creada a la República Popular de la Xina a la dècada de 1980 per l'Exèrcit Popular d'Alliberament. Va ser dissenyada per Norinco en la dècada de 1970, modificant la pistola alemanya M712 Schnellfeuer (la versió automàtica de la pistola Mauser C96, usualment més coneguda). La Tipus 80 podia ser utilitzada en mode semiautomàtic o totalment automàtic, encara que la recàmara es sobreescalfava després de disparar 10 bales en automàtic,, amb una gran quantitat de probabilitats de que hi hagués alguna errada en el funcionament del arma, o en la precisió.

## Història
La Tipus 80 va ser construïda a finals de la dècada de 1970, com una arma de defensa personal per a la tripulació de vehicles o qualsevol altre tipus de personal de l'Exèrcit Popular d'Alliberament. Va ser acceptada per entrar en servei en 1980 per l'exèrcit.

## Construcció
La Tipus 80 es va crear refinant i millorant les copies xineses ja existents de la pistola de foc selectiu importada d'Alemanya la M712 Schnellfeuer, la versió automàtica de la Mauser C96, que era una pistola semiautomàtica, les quals es van produir a la Xina en la dècada de 1930.
El disseny intern es deriva de l'acció bàsica Mauser, amb un lleuger retrocés del cilindre que permet la peça de bloqueig sota del pern de pes lleuger. Això permet que al pern abandonar la participació i utilitzar el sistema prestat de la Westinger, i més tard (en lloc de la Nickl) mecanisme selector. Hi ha una semblança bastant important amb la Mauser C96, ja que també té el carregador davant del gallet, un canó llarg i un detonador exposat. La pistola tenia una mira permanent irregulable calibrada per a uns 50 m (la distància màxima quan es disparen ràfegues) i un selector de foc entre tir semiautomàtic i totalment automàtic. Un foc continu d'aquesta arma es creu que arribaria a tindre una cadència de foc d'unes 850 bales per minut. Quan es disparen ràfegues es d'esperar que estigui posada la pistolera com a culata o una culata metàl·lica darrere del mànec. El mateix mànec es més confortable i té una forma que s'adapta més a la mà que el tradicional mànec de la Mauser C96. Una altra petita diferencia es que hi ha una lleugera inclinació en el carregador, pensat perquè sigui més fàcil carregar l'arma.
La Tipus 80 va ser desenvolupada en la dècada de 1970 i introduïda al servei en 1980, va ser pensada perquè la portessin els tripulants de vehicles, com per exemple la tripulació d'un tanc, perquè tinguessin una arma compacta i petita que es pogués portar amb l'equipament estàndard. Encara que no tingués l'abast o la potencia d'un fusell d'assalt, era més precisa en la seva forma de carrabina que una pistola normal, i tenint la potencia d'una arma automàtica. En la dècada de 1930, les pistoles Mauser C96, eren molt cares, perquè donaven un símbol d'estatus del que la portava.

## Característiques tècniques i tàctiques
- Pes, descarregada: 1.160 gr.
- Llargada total (sense culata): 300 mm.
- Llargada del canó: 140 mm.
- Calibre: 7,62 mm.
- Munició: 7,62×25 mm. munició Tipus 51
- Capacitat del carregador: 10 o 20 bales
- Velocitat de sortida de la bala: 470 m./s.
- Alcans efectiu: 50 m.
- Alcans màxim: 1000 m.
- RPM: 850 bales per minut

## Desavantatges
La Tipus 80, va ser dissenyada com una pistola metralladora per utilitzar-la en combats de curta distancia. La pistola va provar ser molt inestable en el mode automàtic durant un curt període. Després d'haver disparat 10 bales, la recàmara del arma es començaria a escalfar i cometre errades, o tenir menys precisió.